# Боутокаан Те Коауа
Боутокаан Те Коауа (кириб. Boutokaan te Koaua, англ. Pillars of Truth, дословно — «Столпы истины») — ранее существовавшая политическая партия в Кирибати, объединившаяся в 2020 году с «Кирибати Моа» для создания партии «Бутокаан Кирибати Моа».

## История
Партия была создана в результате раскола в Национальной прогрессивной партии, которая была первой партией, правившей после обретения независимости в 1979 году.
На президентских выборах 2003 года её кандидат Аноте Тонг набрал 47,4 % голосов и был избран президентом. На выборах в законодательные органы, состоявшихся двумя месяцами ранее, партия получила 16 из 41 избранного места.
На выборах в Палату собрания Кирибати 22 и 30 августа 2007 года партия получила 18 мест. 17 октября 2007 года Аноте Тонг был переизбран на пост президента подавляющим большинством голосов. Оппозиция бойкотировала выборы из-за исключения двух кандидатов от оппозиции, в том числе брата Тонга Гарри. В 2016 году место Аноте Тонга на посту президента занял Танети Мамау из партии «Тобваан Кирибати».